# An-178 (航空機)
An-178
- 用途：輸送機
- 設計者：ANTK アントーノウ
- 製造者：アントノフシリアル製造工場（英語版）[1]
- 運用者#運用を参照
- 初飛行：2015年5月7日
- 運用状況：開発中
- ユニットコスト：4,000-7,000万USドル[2]

An-178（ウクライナ語: Ан-178）は、An-148、An-158をベースにウクライナのANTK アントーノウが開発中の短距離中型輸送機である。

## 開発

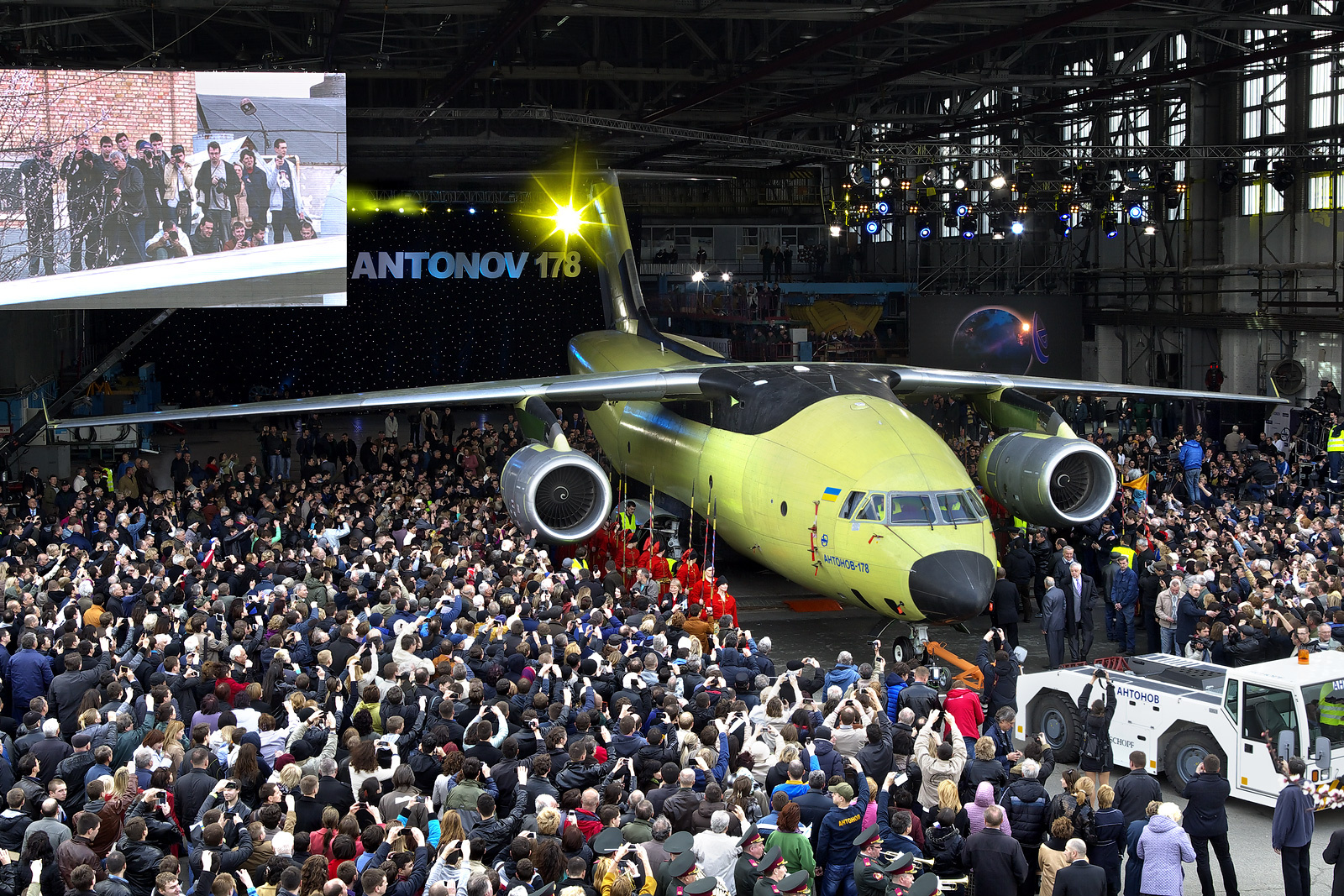
ロールアウト式典の様子

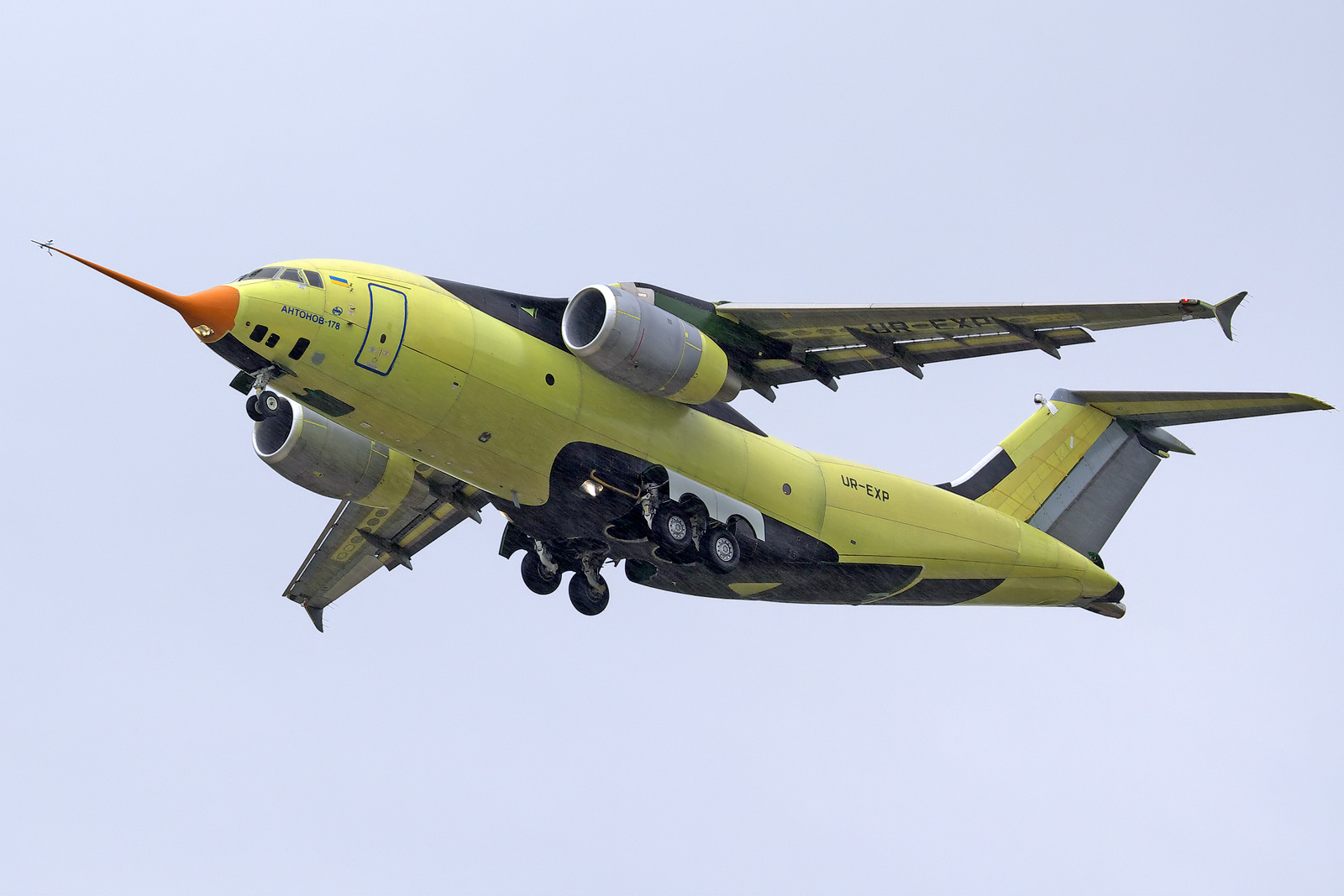
飛行中のAn-178試作機

アントノフは、2010年2月5日にAn-178の開発を発表した。2014年には胴体部が完成し、同年11月に最初のプロトタイプ機の地上試験が開始された。
そして、2015年4月16日にはロールアウトが行われ、5月7日には初飛行がおよそ1時間にわたって、アントノフ飛行場で行われた。

## 設計・性能
An-178は、An-148と同様のアビオニクスとD-436-148FMエンジンを装備する。また、ウイングレットを含む主翼外部パネル、コックピットと前輪脚と胴体前部は、An-158と共通である。
機体構成は、高翼配置の緩やかな後退角付きの主翼にT字尾翼を組み合わせた典型的な形態である。機体は、機体はセミモノコックの円形断面を有し、アルミニウム合金及び複合材料が構成部材として使用されている。格納式降着装置は、2つの主脚と1つの前輪で構成される。タイヤ数は主脚前輪ともに2輪である。飛行制御装置は、2重系統のフライ・バイ・ワイヤでありFCS-A及びFCS-Bの2系統で構成される。また、緊急用の機械式ケーブルバックアップシステムを備えており、操舵面は、翼端付近にあるエルロン、4つの制御スポイラー、6つの昇降/スピードブレーキスポイラー、ラダーとエレベーターで構成される。エンジンは、An-148やAn-158が装備するD-436-148より15%推力が向上した発展型D-435-148FMで、パイロンを介して、主翼下に装備され、APUも備える。
格納庫の大きさは、An-158より若干拡大されて長さ16.65m（ランプを含めずに12.85m）、幅2.745m、高さ2.75m、床面積40平方となっており、既存のすべてのタイプのコンテナやパレットを運ぶことが可能。これに最大18トンの荷物の積載が可能である。
航続距離は18トン積載で1,000 km、10トン積載で4,000 km、5トンで5,500kmである
。
（ウィングレットを含む）主翼の外板、操縦室と前輪脚を備える前部胴体はAn-158から流用される。貨物室は大幅に延長され、両側の外部に主輪を備える。西側には2015年のパリ航空ショーで公開された。

## 型式
An-178
基本型。
An-178-111
2015年のパリ航空ショーで発表された形式で、西側製のエンジンやアビオニクスを導入する。エンジンは、ゼネラル・エレクトリック社のCF34-10またはプラット・アンド・ホイットニー社のPW1500のいずれかに変更する。

## 運用
アントノフは、An-12、An-26、An-32の後継として本機を売り込んでおり、2032年までに200機の売上を予測している。主な競争相手は、イタリアのC-27J スパルタン、スペインのEADS CASA C-295、アメリカ合衆国のC-130J、ブラジルのエンブラエル C-390、ロシア連邦のIl-214が想定されている。

### 軍用
- サウジアラビア空軍

2015年12月、30機取得に向けて覚書に調印。

### 民間
- マクシムスエア

2015年4月に意向書
- シルクウェイ航空

2015年5月に10機の確定注文
- 北京 A - スターサイエンス&テクノロジーカンパニー

2015年5月に2機の確定注文。同企業は、この2機購入後は、An-178を中国で製造するとしており、共同生産の契約も結ばれている。

## 仕様
諸元
- 乗員: 3名
- 定員: 90名、70名の空挺隊員、担架48と20名の医師+4名
- 全長: 32.95m
- 全高: 10.14m
- 翼幅: 28.84 m
- 有効搭載量: 18.0t
- 動力: D-436-148FM ターボファン、   × 2

性能
- 巡航速度: 800km/h
- 実用上昇限度: 13,000m[20]

## 比較
|                  | C-2                                                    | A400M                                    | C-17                                | Y-20          | C-130J                              | KC-390                                                 | An-178                                     | Il-276                                    |
| ---------------- | ------------------------------------------------------ | ---------------------------------------- | ----------------------------------- | ------------- | ----------------------------------- | ------------------------------------------------------ | ------------------------------------------ | ----------------------------------------- |
| 画像             |                                                        |                                          |                                     |               |                                     |                                                        |                                            |                                           |
| 乗員             | 3名                                                    | 3-4名                                    | 2-4名                               | 3名           | 3-6名                               | 2名                                                    | 3名                                        | 2名                                       |
| 全長             | 43.9 m                                                 | 45.1 m                                   | 53.0 m                              | 47.0 m        | 29.79 m                             | 35.20 m                                                | 32.95 m                                    | 33.2 m                                    |
| 全幅             | 44.4 m                                                 | 42.4 m                                   | 51.8 m                              | 50.0 m        | 40.41 m                             | 35.05 m                                                | 28.84 m                                    | 30.1 m                                    |
| 全高             | 14.2 m                                                 | 14.7 m                                   | 16.8 m                              | 15.0 m        | 11.84 m                             | 11.84 m                                                | 10.14 m                                    | 10.0 m                                    |
| 空虚重量         | 69.0 t                                                 | 76.5 t                                   | 128.1 t                             | 100 t         | 34.25 t                             | 51 t                                                   | ―                                          | ―                                         |
| 基本離陸重量     | 120 t                                                  | ―                                        | 263 t                               | ―             | 70.305 t                            | ―                                                      | ―                                          | ―                                         |
| 最大離陸重量     | 141 t                                                  | 136.5 t                                  | 265.35 t                            | 220 t         | 79.38 t                             | 81.0 t                                                 | 51.0 t                                     | 68.0 t                                    |
| 最大積載量       | 32 t（2.5G） 36 t（2.25G）                             | 30 t（2.5G）                             | 77.519 t                            | 66 t          | 19.050 t                            | 26 t                                                   | 18.0 t                                     | 20.0 t                                    |
| 貨物室 （L×W×H） | 15.65×4.0×4.0m                                         | 17.71×4.0×3.85m                          | 26.83×5.49×3.76m                    | 20.0×4.0×4.0m | 16.76×3.02×2.74m                    | 18.5×3.4×3.0m                                          | 16.65×2.748×2.75m                          | ―                                         |
| 発動機           | CF6-80C2K1F×2                                          | TP400-D6×4                               | F117-PW-100×4                       | D-30KP-2×4    | AE2100-D3×4                         | V2500-E5×2                                             | D-436-148FM×2                              | PD-14M×2                                  |
| 発動機           | ターボファン                                           | ターボプロップ                           | ターボファン                        | ターボファン  | ターボプロップ                      | ターボファン                                           | ターボファン                               | ターボファン                              |
| 巡航速度         | マッハ0.81                                             | マッハ0.68-0.72 781 km/h （高度9,450 m） | マッハ0.74 830 km/h （高度8,530 m） | マッハ0.75    | マッハ0.59 671 km/h （高度6,700 m） | マッハ0.80 870 km/h                                    | マッハ0.77 825 km/h                        | マッハ0.75 810 km/h                       |
| 航続距離         | 0 t/9,800 km 20 t/7,600 km 30 t/5,700 km 36 t/4,500 km | 0 t/8,710 km 20 t/6,390 km 30 t/4,540 km | 0 t/9,815 km 72 t/4,630 km          | 0 t/7,500 km  | 0 t/6,445 km 16.3 t/3,150 km        | 0 t/6,241 km 14 t/5,019 km 23 t/2,722 km 26 t/2,000 km | 0 t/5,500 km 5.0 t/4,700km 18.0 t/1,000 km | 0 t/7,300 km 4.5 t/6,000 km 20 t/3,250 km |
| 最短離陸滑走距離 | 500 m                                                  | 770 m                                    | 1,000 m                             | 600 - 700 m   | 600 m                               | 1,100 m                                                | ―                                          | 1,050 m                                   |
| 生産数（-2023）  | 19                                                     | 119                                      | 279                                 | 68            | 500                                 | 9                                                      | 2                                          | 0                                         |
| 運用状況         | 現役                                                   | 現役                                     | 現役                                | 現役          | 現役                                | 現役                                                   | 実用試験中                                 | 開発中                                    |